# Olympische Sommerspiele 1952/Teilnehmer (Ungarn)
| Gelbes Symbol für Goldmedaillen mit stilisierten Olympischen Ringen | Graues Symbol für Silbermedaillen mit stilisierten Olympischen Ringen | Braundes Symbol für Bronzemedaillen mit stilisierten Olympischen Ringen |
| ------------------------------------------------------------------- | --------------------------------------------------------------------- | ----------------------------------------------------------------------- |
| 16                                                                  | 10                                                                    | 16                                                                      |

Ungarn nahm an den Olympischen Sommerspielen 1952 in Helsinki mit einer Delegation von 189 Athleten (162 Männer und 27 Frauen) an 107 Wettkämpfen in 15 Sportarten teil.
Die ungarischen Sportler gewannen 16 Gold-, 10 Silber- und 16 Bronzemedaillen. Im Medaillenspiegel der Spiele platzierte sich Ungarn damit auf dem dritten Platz. Fahnenträger bei der Eröffnungsfeier war der Leichtathlet Imre Németh.

## Teilnehmer nach Sportarten

### Basketball
- 13. Platz
László Bánhegyi
Pál Bogár
György Bokor
Tibor Cselkó
Tibor Czinkán
János Greminger
László Hódy
Ede Komáromi
Tibor Mezőfi
Péter Papp
János Simon
Gyula Telegdy
Tibor Zsíros

### Boxen
- Kornél Molnár
- János Erdei
- István Juhász
- Béla Farkas
- Pál Budai
- László Papp
Gold  Halbmittelgewicht
- Mátyás Plachy
- István Fazekas
- László Bene

### Fechten
Männer
- Endre Tilli
Bronze  Florett Mannschaft
- Endre Palócz
Bronze  Florett Mannschaft
- Lajos Maszlay
Bronze  Florett Mannschaft
- Tibor Berczelly
Bronze  Säbel
Bronze  Florett Mannschaft
Gold  Säbel Mannschaft
- Lajos Balthazár
- Barnabás Berzsenyi
- Béla Rerrich
- József Sákovics
Bronze  Florett Mannschaft
- Imre Hennyei
- Aladár Gerevich
Silber  Säbel
Bronze  Florett Mannschaft
Gold  Säbel Mannschaft
- Rudolf Kárpáti
Gold  Säbel Mannschaft
- Pál Kovács
Gold  Säbel
Gold  Säbel Mannschaft
- László Rajcsányi
Gold  Säbel Mannschaft
- Bertalan Papp
Gold  Säbel Mannschaft

Frauen
- Ilona Elek
Silber  Florett
- Magda Nyári-Kovács
- Margit Elek

### Fußball
- Gold 
József Bozsik
László Budai
Jenő Buzánszky
Lajos Csordás
Zoltán Czibor
Jenő Dalnoki
Gyula Grosics
Nándor Hidegkuti
Sándor Kocsis
Imre Kovács
Mihály Lantos
Gyula Lóránt
Péter Palotás
Ferenc Puskás
József Zakariás

### Gewichtheben
- Bálint Nagy
- László Buronyi

### Kanu
- János Parti
Silber  Einer-Canadier 1000 m
- Gábor Novák
Silber  Einer-Canadier 10.000 m
- István Bodor
- Jozsef Tuza
- Ernő Söptei
- Róbert Söptei
- János Urányi
- István Granek
- János Kulcsár
- Ferenc Varga
Bronze  Zweier-Kajak 10.000 m
- József Gurovits
Bronze  Zweier-Kajak 10.000 m
- Cecília Hartmann

### Leichtathletik
Männer
- György Csányi
Bronze  4 × 100-m-Staffel
- László Zarándi
Bronze  4 × 100-m-Staffel
- Zoltán Adamik
- Ferenc Bánhalmi
- Egon Solymossy
- Jenő Bakos
- Sándor Garay
- Sándor Iharos
- Vilmos Tölgyesi
- Ernő Béres
- József Kovács
- Béla Juhász
- Antal Lippay
- József Apró
- László Jeszenszky
- Béla Goldoványi
Bronze  4 × 100-m-Staffel
- Géza Varasdi
Bronze  4 × 100-m-Staffel
- Lajos Szentgáli
- Egon Solymossy
- József Dobronyi
- Mihály Esztergomi
- Sándor László
- Antal Róka
Bronze  50 km Gehen
- Ödön Földessy
Bronze  Weitsprung
- Tamás Homonnay
- Ferenc Klics
- József Várszegi
- József Csermák
Gold  Hammerwurf
- Imre Németh
Bronze  Hammerwurf

Frauen
- Aranka Szabó-Bartha
- Ilona Tolnai-Rákhely
- Ibolya Tilkovszky
- Olga Gyarmati
- Klára Soós
- Dezsőné Józsa

### Moderner Fünfkampf
- Gábor Benedek
Silber  Einzel
Gold  Mannschaft
- István Szondy
Bronze  Einzel
Gold  Mannschaft
- Aladár Kovácsi
Gold  Mannschaft

### Radsport
- István Lang
- István Schillerwein
- Lajos Látó
- Béla Szekeres
- Imre Furmen
- István Pásztor

### Ringen
- Lajos Bencze
- Géza Hoffmann
- József Gál
- György Gurics
Bronze  Mittelgewicht, Freistil
- Béla Kenéz
- Imre Hódos
Gold  Bantamgewicht, griechisch-römisch
- Imre Polyák
Silber  Federgewicht, griechisch-römisch
- Gyula Tarr
- Miklós Szilvási
Gold  Weltergewicht, griechisch-römisch
- Gyula Németi
- Gyula Kovács
- József Kovács

### Rudern
- László Halász
- József Sátori
- Róbert Zimonyi
- László Decker
- Imre Kaffka
- János Hollósi
- Imre Kemény
- István Sándor
- Csaba Kovács
- Miklós Zágon
- Tibor Nádas
- Rezső Riheczky
- Pál Bakos
- László Marton
- Béla Zsitnik
- Robert Zimonyi

### Schießen
- Imre Ágoston
- János Dosztály
- Ambrus Balogh
Bronze  Freie Pistole 50 m
- Ferenc Décsey
- Szilárd Kun
Silber  Schnellfeuerpistole 25 m
- Károly Takács
Gold  Schnellfeuerpistole 25 m

### Schwimmen
Männer
- Imre Nyéki
- László Gyöngyösi
- György Csordás
- Géza Kádas
- Gusztáv Kettesi

Frauen
- Valéria Gyenge
Gold  400 m Freistil
- Éva Novák
Silber  400 m Freistil
Silber  200 m Brust
Gold  4 × 100-m-Freistil-Staffel
- Éva Székely
Gold  200 m Brust
- Ilona Novák
Gold  4 × 100-m-Freistil-Staffel
- Klára Killermann
- Judit Temes
Bronze  100 m Freistil
Gold  4 × 100-m-Freistil-Staffel
- Katalin Szőke
Gold  100 m Freistil
Gold  4 × 100-m-Freistil-Staffel
- Mária Littomeritzky
Gold  4 × 100-m-Freistil-Staffel
- Magdolna Hunyadfy

### Turnen
Männer
- József Fekete
- Ferenc Kemény
- Károly Kocsis
- János Mogyorósi-Klencs
- Ferenc Pataki
- Sándor Réthy
- Lajos Sántha
- Lajos Tóth

Frauen
- Margit Korondi
Gold  Stufenbarren
Silber  Mannschaftsmehrkampf
Bronze  Einzelmehrkampf
Bronze  Boden
Bronze  Schwebebalken
Bronze  Gruppengymnastik
- Ágnes Keleti
Gold  Boden
Silber  Mannschaftsmehrkampf
Bronze  Stufenbarren
Bronze  Gruppengymnastik
- Edit Weckinger-Perényi
Silber  Mannschaftsmehrkampf
Bronze  Gruppengymnastik
- Olga Tass
Silber  Mannschaftsmehrkampf
Bronze  Gruppengymnastik
- Erzsébet Gulyás-Köteles
Silber  Mannschaftsmehrkampf
Bronze  Gruppengymnastik
- Mária Kövi-Zalai
Silber  Mannschaftsmehrkampf
Bronze  Gruppengymnastik
- Andrea Bodó
Silber  Mannschaftsmehrkampf
Bronze  Gruppengymnastik
- Irén Karcsics-Daruházi
Silber  Mannschaftsmehrkampf
Bronze  Gruppengymnastik

### Wasserball
- Gold 
László Jeney
György Vízvári
Dezső Gyarmati
Kálmán Markovits
Antal Bolvári
István Szívós senior
György Kárpáti
Károly Szittya
Róbert Antal
Dezső Fábián
István Hasznos
Dezső Lemhényi
Miklós Martin